# Funamboli
I Funamboli sono un complesso musicale beat lombardo, attivo negli anni '60, conosciuto anche con il nome di "Piter e i funamboli" o di "Barbara e i funamboli", a seconda del cantante solista del periodo. Nel loro repertorio figuravano anche canzoni di protesta.

## Storia della band
Il complesso si forma a Vigevano, città d'origine dei musicisti della formazione (eccetto il batterista Tamagni, che è di Novara); dopo le prime esibizioni, decidono di iscriversi al primo Torneo nazionale Rapallo Davoli nel 1966: la band esegue alcune canzoni, tra cui Barbara Ann, cover dei Beach Boys, ed una rielaborazione della canzone popolare russa Oci ciornie (anni dopo la medesima interpretazione della band verrà anche pubblicata su CD, con i brani Io lavoro, L'amore dei giovani, Barbara Ann, Sei tu ed Oci ciornie).
Il festival viene vinto dai Corvi, ma il complesso dei Funamboli riesce comunque ad ottenere un piazzamento in finale e a sottoscrive un contratto discografico con la Saint Martin Record, che lo fa debuttare nello stesso anno.
I primi 45 giri sono quelli più vicini alle sonorità beat, e psichedeliche: Ipotesi negativa, la canzone con cui la band partecipa al Cantagiro 1967 classificandosi all'ottavo posto, verrà inserita nel 1989 in Oracolo, la compilation che la Toast Records pubblica raccogliendo i primi brani del rock psichedelico italiano.
In seguito il complesso ammorbidisce le sonorità e partecipa a Un disco per l'estate 1968 con il brano Come un'ombra, che però non raggiunge la finale; la stessa canzone vince però il Festival di Lugano.
Nello stesso anno, a settembre, partecipa alla Mostra Internazionale di Musica Leggera di Venezia, presentando ancora una volta Come un'ombra.
Nella stagione teatrale 1968-1969 la band, insieme al complesso dei Nuovi Angeli, partecipa alla rappresentazione dell'opera Un quarto di vita di Giorgio Gaslini, interpretando il complesso I Soli; rappresentata in prima nazionale al Teatro Regio di Parma, la piece vede la partecipazione, tra gli altri, di Duilio Del Prete, Andro Cecovini, Edmonda Aldini, Gabriella Ravazzi, Daisy Lumini e Franca Mazzola; la band non partecipa però alla realizzazione del disco (pubblicato dalla Durium nell'estate del 1969).
L'operato del complesso procede con la registrazione di altri 45 giri, anche insieme a Barbara Lory, cantante della loro medesima etichetta, con cui partecipa nel 1971 alla XIX edizione del Festival di Napoli 1971 con Divertimento, per poi sciogliersi nel 1972.
Dei quattro componenti Gian Pietro Felisatti rimarrà nell'ambiente musicale come compositore di grandi successi (Super super man per Miguel Bosé, Sei bellissima per Loredana Bertè, Ancora ancora ancora per Mina tra le tante) mentre il batterista Marco Tamagni proseguirà per qualche anno in qualità di session-man (suonando tra i tanti con Marcella Bella, Patrick Samson, Rocky Roberts, Al Bano e Loredana Bertè), dedicandosi poi all'attività di batterista in proprio (in duo insieme al chitarrista Sergio Ortone o accompagnando l'attrice Lucilla Giagnoni), all'attività di cantautore in dialetto novarese ed alla fabbricazione di giocattoli artigianali.

## Formazione
- Gian Pietro Felisatti, detto Piter: voce solista, chitarra
- Luigi Carena: tastiere
- Gian Luigi Cantoni: basso
- Marco Tamagni (Novara, 14 dicembre 1948-4 aprile 2022[1]): batteria
- Palmerino Di Palma: trombone a tiro dal [1969/1972],

## Discografia
Singoli
- 1966 - La protesta/Il mondo siamo noi (Saint Martin Record, CAT 1013)
- 1967 - Ipotesi negativa/Generalmente (Saint Martin Record, CAT 1019)
- 1968 - Immagini/Soli sulla terra (Saint Martin Record, CAT 1026)
- 1968 - Come un'ombra/Per ricominciare con te (Saint Martin Record, CAT 1029)
- 1968 - Picnic a Green City/Soli sulla terra (Saint Martin Record, CAT 1030; pubblicato come Piter & i Funamboli)
- 1969 - Corri corri/E' la vita dei giovani (Saint Martin Record, CAT 1037; pubblicato come Piter)
- 1969 - Cara/Dedicata a te (Saint Martin Record, CAT 1041; pubblicato come Piter)
- 1969 - In me vivrai/Solo un'ora fa (Saint Martin Record, CAT 1046)
- 1971 - Divertimento/Si tu ll'ammore (Saint Martin Record, CAT 459; pubblicato insieme a Barbara Lory come Barbara & i Funamboli)
- 1971 - Cosa conti tu/Il viaggio (Saint Martin Record, CAT 460; pubblicato insieme ai Funamboli come Barbara & i Funamboli)
- 1972 - Resta come sei/Tic Tac Tic Toc (Saint Martin Record; pubblicato insieme ai Funamboli come Barbara & i Funamboli)

Compilation
- 1996 - 1966 Rapallo Davoli  Vol. 2 (Giallo Records, SAF 004)
- 1996 - Magic Bitpop Vol. 19 (On Sale Music)

- 1989 - Oracolo (Toast Records; i Funamboli sono presenti con Ipotesi negativa)